# Фосато Сералта
Фоса̀то Сера̀лта (на италиански: Fossato Serralta) е село и община в Южна Италия, провинция Катандзаро, регион Калабрия. Разположено е на 722 m надморска височина. Населението на общината е 600 души (към 2012 г.).